# ボヤーノ
ボヤーノ（イタリア語: Bojano）は、イタリア共和国モリーゼ州カンポバッソ県にある、人口約8,200人の基礎自治体（コムーネ）。

## 地理

### 位置・広がり

#### 隣接コムーネ
隣接するコムーネは以下の通り。括弧内のISはイゼルニア県、CEはカゼルタ県所属を示す。
- コッレ・ダンキーゼ
- マッキアゴーデナ (IS)
- サン・グレゴーリオ・マテーゼ (CE)
- サン・マッシモ
- サン・ポーロ・マテーゼ
- サンテーレナ・サンニータ (IS)
- スピネーテ

## 行政

### 分離集落
ボヤーノには、以下の分離集落（フラツィオーネ）がある。
- Alifana, Campi Marzi, Castellone, Chiovitti, Ciccagne, Civita Superiore, Codacchio, Colacci, Collalto, Cucciolene, Fonte delle Felci, Imperato, Limpiilli, Majella, Malatesta, Monteverde, Mucciarone, Pallotta, Pietre Cadute, Pinciere, Pitoscia, Pitti, Prusciello, Rio Freddo, Santa Maria dei Rivoli, Sant'Antonio Abate, Taddeo, Tavone e Tilli Tilli